# 阿布山
阿布山（Mount Abu），是印度拉贾斯坦邦Sirohi县的一个城镇。人口22,943（2011年）。

## 人口
2011年人口22,943，其中男性12703人，女性9342人；0—6岁人口3149人，其中男1669人，女1480人。